# Stazione di Kokusai Tenjijō Seimon
La Stazione di Kokusai Tenjijō Seimon (国際展示場正門駅?, Kokusai Tenjijō Seimon-eki) è una stazione ferroviaria di Tokyo, si trova sull'isola di Odaiba nel quartiere di Kōtō e serve il people mover Yurikamome. La stazione serve il Tokyo Big Sight, un importante edificio adibito a convegni.

## Linee

### People Mover
- Yurikamome